# A zsidók vagyonadója
A  zsidók vagyonadója, ritkábban, kollokviálisan: zsidóadó (németül: Judenvermögensabgabe) egy önkényes különadó volt, melyet a németországi zsidóknak kellett fizetniük a nemzetiszocializmus időszaka alatt.
A német követségi titkár Ernst Eduard vom Rath elleni merényletet és az 1938-as novemberi pogromokat követően Hermann Göring 1 milliárd RM (Reichsmark = birodalmi márka) összegű illeték fizetését követelte a zsidóktól mint „bűnhődésfizetést” „a német nép elleni ellenséges magatartás miatt”. A „Rendelet a német állampolgárságú zsidók büntetésfizetéséről (RGB1. I., 1579)” című jogszabályt 1938. november 12-én Hermann Göring írta alá, aki 1936-ban általános felhatalmazást kapott rendeletek alkotására a négyéves tervek végrehajtása miatt.

## Létrejötte
Adolf Hitler már 1936-ban, a Wilhelm Gustloff (az NSDAP svájci vezetője) elleni gyilkos merénylet – amit David Frankfurter, egy zsidó rabbi fia követte el Davosban – után mérlegelte egy hasonló adó kivetését. Ezt szerinte azonnal a Gustloff-per lezárását követően ki kellett volna hirdetni. Egy a négyéves tervhez adott titkos feljegyzésben Hitler 1936 augusztusában meghirdette, hogy Németország katonapolitikai céljainak elérése érdekében többek közt egy törvényt kellene alkotni, „mely az egész zsidóságot felelőssé tenné minden olyan kárért, mely e bűnszövetkezethez tartozó bármely személy által a német gazdaságban és így a német nép életkörülményeiben keletkezik”
Az év december 18-án a Birodalmi Belügyminisztérium államtitkára, Wilhelm Stuckart bizalmasan közölte a birodalmi gazdasági miniszterrel, Hjalmar Schachttal, hogy Hitler „a zsidóadó kivetésével alapjában véve egyetértett“ és elrendelte „a megfelelő törvénytervezet előkészítésének felgyorsítását, ezzel lehetővé tette a törvény kiadását már a Gustloff-per végére.” Míg ezek a tervek készültek, az 1937-es adóévre már hatályba lépett egy törvényjavaslat, amely minden zsidót külön adótételekkel sújtott a jövedelemadónál és a vagyonadónál. Hitler azonban mind külpolitikai okokból, mind a minisztériumok meggondolásai alapján ekkor még eltekintett a törvény megalkotásától, „nyilvánvalóan egy kedvezőbb alkalomra várva”.
1938. november 10-én Walther Funk gazdasági miniszter megtudta Joseph Goebbelstől, hogy Adolf Hitler megparancsolta a továbbiakban minden zsidónak a német gazdasági életből való kizárását. Göring és Goebbels még aznap felkereste Hitlert, és utóbbi javasolta különadó kivetését a zsidókra. Hitler is támogatta az ezek után kibocsátott törvényeket, mint azt Göring a nemzetközi katonai bíróság előtti tárgyalások során megerősítette:

„ Szeretném kihangsúlyozni, hogy bár írásos megbízást és parancsokat kaptam szóban és írásban a Führertől ezeknek a törvényeknek a kibocsátására és végrehajtatására, mégis a teljes felelősséget vállalom ezért, mert én bocsátottam ki őket és emiatt felelős vagyok értük és semmiképp sem kívánok a Führer parancsa mögé bújni”

Egy többórás, „a zsidókérdésről” szóló „megbeszélés” során, 1938. november 12-én Göring körvonalazta több mint száz résztvevő előtt a célt, a zsidókérdésben egy „egészen világos, a birodalom számára nyereséget hozó akciót elérni”. A pogrom során keletkezett károkat maguknak a zsidóknak kellene állniuk; a kifizetett biztosítási összegeket elkobozzák. A zsidó gazdasági egységeket értékük alatt kellene kisajátítani, és forgalmi értéken német vevők kezébe adni. Részvényeiket és értékpapírjaikat be kellene váltaniuk birodalmi kötvényekre. Göring e megbeszélés során így nyilatkozott:

„A következő megfogalmazást választanám: a német zsidóknak – a maguk egészében – az aljas bűneik stb., stb. miatt egymilliárdos pénzbüntetést kapnak. Ennek sikere lesz. A disznók nem fognak oly gyorsan egy második gyilkosságot elkövetni. Egyébként ismét le kell szögeznem: magam nem szeretnék Németországban zsidó lenni.”

## Végrehajtása
Már 1938 tavaszán kibocsátottak egy rendelkezést arról, hogy a zsidók kötelesek vagyoni helyzetüket bevallani (Verordnung über die Anmeldung des Vermögens von Juden). Július végéig be kellett vallaniuk a vagyonukat, ha az 5000 RM értéken felüli volt. Egy, a zsidók adófizetéséről szóló végrehajtási rendelet követte ezt, és meghatározta, hogy az ennél a vagyonnál többel bíró zsidóknak a vagyonuk értékének 20%-át négy részletben be kell fizetniük az adóhatóságnak 1939. augusztus 15-éig. A rendeletben kifejezetten fenntartották annak lehetőségét, hogy ha e módon nem jönne össze a teljes egymilliárd RM összeg, akkor további befizetéseket is megkövetelhetnek. Valóban kijött egy ilyen rendelet, amely egy ötödik részletet követelt befizetni 1939. november 15-ig. „Zweite Durchführungsverordnung über die Sühneleistung der Juden (Második rendelet a zsidók adójáról)”. A teljes összeg végül 1 126 612 495 RM lett.

## Pénzpolitikai háttere
A birodalom pénzügyi helyzete – a Wehrmacht felfegyverzésének következményeként – nagyon bizonytalan lett. Devizahiány lépett fel és hiányoztak a külföldről kapott hitelek is. 1939-ben esedékessé vált a Mefo-váltók beváltása. Az államháztartásban jelentős hiány volt: a fizetési mérleg hiánya elérte a kétmilliárd birodalmi márkát. Walther Bayrhoffer a pénzügyminisztérium részéről 1938. november közepén annak a félelmének adott hangot, hogy „a birodalom esetleg fizetésképtelenné válik”. Göringnek egy belső megbeszélésén elhangzott beszédéből a külügyminisztérium egyik képviselője a következőket jegyzetelte le 1938. november 18-án:

„Nagyon kritikus pénzügyi helyzetben a birodalom. Segítséget előbb a zsidóságra kirótt milliárdos adó és a zsidó vállalatok árjává tétele (Arisierung) útján elért nyereség hozhat.”

Hogy milyen szorult helyzetben volt a német állam novemberben, abból látszik, hogy a zsidóadóból befolyó, sürgősen igényelt pénzeszközöket a német nagybankok előre meghitelezték neki. Egycsapásra megnövekedtek a birodalom bevételei 16-ról 17 milliárd márkára, azaz majdnem 6 százalékkal.

## Reakciók a zsidóadóra
Victor Klemperer írta a naplójában 1938. november 13-án és december 6-án:

„Lipcsében értesültünk a milliárdot kitevő büntetés jellegű adóról, mellyel a német nép a zsidóit sújtja […]. A vagyon leadásakor, úgy látszik, hasznunkra lesz a szegénységünk […]. Valószínűleg az 5000 márkás határ alá kerülök, mert az életbiztosításom visszavásárlásával csak néhány száz márkát kapok, és a ház jelenlegi értéke alig 17 000, amiből 12 000 hitel.”

Tényleg így volt, a Németországban maradó zsidóknak csak egy töredéke fizette ezt a büntetőadót. Hamburgban például csak 16 százalékuknak kellett leadnia vagyonbevallást, amely ennek az adónak az alapjául szolgált. A „zsidók gazdagságáról” szóló elképzelések legendának bizonyultak.
A Sicherheitsdienst Reichsführer-SS (a birodalmi vezér biztonsági szolgálata) a titkos belpolitikai hangulatjelentésekben közölte, hogy a nép egy része kritikusan áll szemben a dologi értékeknek a novemberi pogrom, a kristályéjszaka során való értelmetlen elpusztításával. Viszont a zsidókra általában kivetett pénzbüntetést a nép igazságosnak tartotta. A Bamberger Volksblatt vázolta a zsidók állítólagos gazdagságát, és így igazolta a büntetőadót: „Ezt a német néptől csalárd módon elvett vagyont ezzel a pénzbüntetéssel most egy kis részében visszaadják a német népnek.”